# Oliver Dupont (Curler)
Oliver Dupont (* 16. Januar 1990 in Hvidovre) ist ein dänischer Curler. Zuletzt spielte er als Lead im dänischen Nationalteam um Skip Rasmus Stjerne.

## Karriere
Dupont begann seine internationale Karriere bei der Juniorenweltmeisterschaft 2006 als Ersatzspieler im Team von Rasmus Stjerne; die Mannschaft wurde Fünfter. Nach zwei weiteren Teilnahmen gewann er bei der Juniorenweltmeisterschaft 2009 als Second im Team von Stjerne die Goldmedaille.
Sein bislang größter Erfolg war der Gewinn der Silbermedaille bei der Weltmeisterschaft 2016. Als Lead zog er mit dem dänischen Team um Skip Rasmus Stjerne nach einem Halbfinalsieg gegen die US-Amerikaner mit Skip John Shuster in das Finale ein. Das Spiel gegen die kanadische Mannschaft um Kevin Koe ging mit 3:5 verloren.
Bei der Mixed-Doubles-Weltmeisterschaft 2015 wurde er zusammen mit seiner Schwester Denise Dupont Fünfter.
An den Europameisterschaften hat er bislang dreimal teilgenommen. Die beste Platzierung war der neunte Platz bei der Europameisterschaft 2014, bei der er als Second spielte.
Im Dezember 2017 sicherte er Dänemark als Lead im Team von Rasmus Stjerne (Skip), Johnny Fredriksen (Third), Mikkel Poulsen (Second) und Morten Berg Thomsen (Alternate) durch einen Finalsieg gegen die tschechische Mannschaft beim olympischen Qualifikationsturnier in Pilsen einen der beiden letzten Startplätze für die Olympischen Winterspiele 2018 in Pyeongchang. Dort kamen die Dänen nach zwei Siegen und sieben Niederlagen in der Round Robin auf den zehnten und letzten Platz.
Im März 2018 erklärte er zusammen mit seinen Teamkollegen den vorläufigen Rücktritt vom Curling-Sport.

## Privatleben
Oliver Dupont stammt aus einer Curling-Familie. Seine Mutter Gitte gewann mit dem dänischen Team bei der Weltmeisterschaft 1990 die Bronzemedaille und sein Vater Kim nahm an den Juniorenweltmeisterschaften 1980 und 1981 teil. Seine Schwester Madeleine ist Skip des dänischen Nationalteams und hat an den Olympischen Winterspielen 2010 und 2018 teilgenommen. Seine Schwester Denise ist dreifache Olympiateilnehmerin (2006, 2010 und 2018) und spielt als Third im Team von Madeleine. Dupont ist seit 2018 mit der russischen Curlerin Wiktorija Moissejewa verheiratet. Er arbeitet als IT-Projekt-Koordinator.